# Newquay Cornwall Airport

i7
i11
i13
Der Newquay Cornwall Airport (IATA-Code: NQY, ICAO-Code: EGHQ) ist ein Regionalflughafen in Cornwall im Südwesten Englands und gleichzeitig der wichtigste und größte der Region. Er liegt etwa 6,5 Kilometer (4 Meilen) nordöstlich von Newquay an Cornwalls Nordküste.
Bis 2008 wurde der Flughafen ausschließlich unter dem Namen RAF St. Mawgan (ICAO: EGDG) militärisch genutzt, die Royal Air Force nutzt heute jedoch nur noch einen Randbereich des Geländes, regelmäßiger militärischer Flugbetrieb findet nicht mehr statt.
Eine Besonderheit des Flughafens war eine „Airport Development Fee“ in Höhe von fünf GBP, die von abfliegenden Passagieren zusätzlich zum Flugticket erworben werden musste, um die Sicherheitskontrolle passieren zu können. Diese wird seit April 2016 nicht mehr erhoben und hat mutmaßlich dazu beigetragen, dass Ryanair den Flughafen anfliegt.

## Geschichte
Die Ursprünge des Flughafens bei Newquay reichen ins Jahr 1933, als hier ein zivil genutzter Flugplatz seinen Betrieb aufnahm.

### RAF St Mawgan

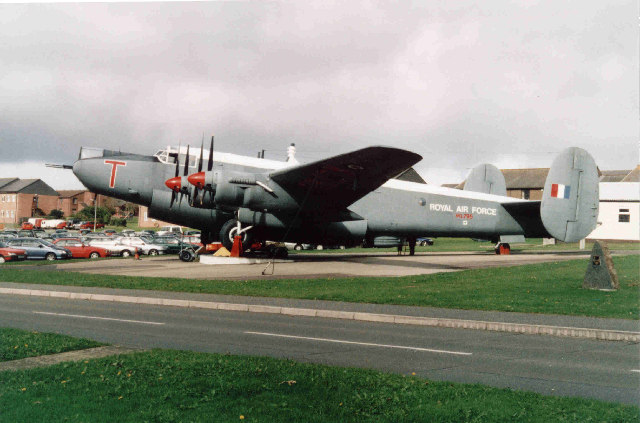
Shackleton, RAF St. Mawgan, 2004

Bei Ausbruch des Zweiten Weltkrieges wurde der Flugplatz für das Militär requieriert. Die Royal Air Force Station St Mawgan (kurz RAF St Mawgan, bis Februar 1943 als RAF Trebelzue bezeichnet) war zunächst ein Satellitenflugplatz von RAF St Eval und erhielt zunächst zwei befestigte Start- und Landebahnen. Im Juni 1943 wurde die Basis von den United States Army Air Forces übernommen, die diese bis kurz nach Kriegsende nutzte.
Mit Beginn des Kalten Krieges wurde die Station durch das RAF Coastal Command reaktiviert und wurde Stützpunkt von Seeaufklärern der Typen Lancaster, Shackleton und ab 1969 Nimrod. Daneben war die Station Basis von SAR-Hubschraubern.
Mit dem Ende des Kalten Krieges wurde RAF Kinloss Typstützpunkt der Nimrod, in St Mawgan verblieben lediglich Wartungsaktivitäten für diesen Luftfahrzeugtyp. Am 1. Dezember 2008 wurde RAF St Mawgan als Militärflugplatz geschlossen, jedoch wird ein kleinerer Teil am Rande des jetzt zivil betriebenen Flugplatzes noch weiter militärisch genutzt.
Die Royal Navy betreibt hier einige Hubschrauber für das Fleet Operational Sea Training, wozu auch das German Operational Sea Training der Deutschen Marine zählt.

### Newquay Cornwall Airport
Aufgrund des reduzierten militärischen Flugbetriebs wurde der Flughafen schon vor der Schließung von RAF St Mawgan zivil mitgenutzt. Monarch Airlines und Ryanair gehörten zu den Fluggesellschaften, die schon zu RAF-Zeiten den Flughafen bedienten. Eine zwanzigprozentige vor Ort nicht unumstrittene Terminalerweiterung zur Abfertigung von maximal 450.000 Passagieren jährlich erfolgte 2006.
Seit einigen Jahren dient der Flughafen Newquay auch zunehmend als Flugzeugfriedhof, auf dem Flugzeuge während vorübergehender Stilllegung abgestellt, oder aber ausgeschlachtet und verwertet werden.

## Fluggesellschaften und Ziele
Nach der erneuten Insolvenz von Flybe ist über Inlandsflüge nichts bekannt. Der Flughafen Zürich wird saisonal von Edelweiss Air bedient.

## Verkehrsstatistik

### Passagiere und Flugbewegungen
| Jahr | Passagiere | Flugzeuge | Fracht (Tonnen) |
| ---- | ---------- | --------- | --------------- |
| 2015 | 251.987    | 22.848    | 0               |
| 2016 | 371.500    | 30.417    | 02              |
| 2017 | 461.300    | 37.113    | 12              |
| 2018 | 456.888    | 41.172    | 03              |
| 2019 | 461.478    | 46.338    | 02              |
| 2020 | 67.877     | 34.398    | 02              |
| 2021 | 105.554    | 32.062    | 0               |
| 2022 | 244.675    | 24.625    | 0               |

## Zwischenfälle
- Am 18. Oktober 1944 wurde eine Douglas DC-4/C-54A-15-DC der United States Army Air Forces (USAAF) (Luftfahrzeugkennzeichen 42-72249) 40 Kilometer nordöstlich des Militärflugplatzes RAF St Mawgan (Cornwall) in eine Hügelkette geflogen. Grund war eine falsche Einstellung der Höhenmesser. Diesen CFIT (Controlled flight into terrain) überlebten alle 9 Insassen, sieben Besatzungsmitglieder und zwei Passagiere.[7]

- Am 2. Dezember 1944 verunglückte eine Douglas DC-4/C-54-DO der United States Army Air Forces (USAAF) (41-20144) 3 Kilometer vom Militärflugplatz RAF St Mawgan entfernt. Alle 12 Insassen, vier Besatzungsmitglieder und acht Passagiere, überlebten den Unfall.[8]

## Nutzung als Weltraumbahnhof
Unter dem Namen Spaceport Cornwall (Weltraumbahnhof Cornwall) ist auch eine Nutzung des Flughafens für die Raumfahrt geplant. Das US-amerikanische Unternehmen Virgin Orbit, eine Tochter der britischen Virgin Group, hat entschieden, ab 2022 sein Trägerflugzeug Cosmic Girl mit der Rakete LauncherOne vom Flughafen Cornwall starten lassen, um Satelliten in den Weltraum zu befördern.
Beim ersten Start einer Rakete am 9. Januar 2023 konnte der geplante Orbit wegen eines Fehlers bei der Zündung der zweiten Stufe nicht erreicht werden.

## Sonstiges
RAF St Mawgan war die letzte aktive Flying Station der RAF in Cornwall.

### RAF St Eval
Lediglich 3 km nördlich St. Mawgans existierte von 1939 bis 1959 die Station RAF St Eval. Der Flugplatz unterstand in den ersten Jahren des Zweiten Weltkrieges dem RAF Fighter Command. In den Jahren 1942/1943 nutzten die United States Army Air Forces den Platz für ein knappes Jahr. Anschließend nutzten hauptsächlich Staffeln des RAF Coastal Command die Basis bis zur Außerdienststellung, die letzten Einsatzstaffeln flogen die Avro Shackleton.